# Recenzie
Recenzia este o prezentare succintă (la apariție) a unei opere literare sau științifice, cu comentarii și aprecieri critice. Majoritatea revistelor științifice au pagini dedicate recenziilor, în care se prezintă, de obicei, cărțile din domeniul căruia îi aparține publicația respectivă. Recenzia face parte din categoria analizei critice specializate. Spre deosebire de o recenzie literară, unde intervine problema gustului, recenzia la o carte științifică trebuie să fie cât mai obiectivă cu putință. Nu există o rețetă generală pentru redactarea unei recenzii, pe considerentul că aproape fiecare carte este un unicat. Totuși, câteva repere se pot da.
Astfel, dacă autorul este debutant sau mai puțin cunoscut, se pot oferi, la început, câteva informații despre acesta (locul de muncă, studii, alte cărți publicate); descrierea bibliografică, adică prezentarea fișei cărții, cu toate datele de pe pagina de titlu (subtitlu, prefață, postfață, editură, localitate, an, etc.); prezentarea conținutului cărții, mai lungă sau mai scurtă, în funcție de spațiul avut la dispoziție: aprecierile critice, adică relevarea punctelor „tari” și „slabe” ale cărții, originalitatea lucrării în biografia autorului sau în bibliografia domeniului etc. „Tipul de recenzie ce merită să fie prezervat este acela al cărui scop principal este de a da informații despre opera în chestiune; de a o descrie, pe cât posibil, exact și complet, de a-i trece în revistă stilul, conținutul, ideile”. Se înțelege că, pentru a putea sublinia, de pildă, originalitatea cărții recenzate, autorul recenziei trebuie să fie el însuși un specialist în domeniul respectiv.

## Tipologie

### După obiect (produs)
- Revizuirea muzicii
- Revizuirea filmului
- Revizuirea literară
- Revista Teatrului
- Revizuirea produsului (revizuire)

### După subiect (autor)
- Expert Review. Scris de un critic profesionist independent.
- Revizuirea consumatorilor. Scris de produsul de consum (servicii de utilizator).
- Vizualizare personalizată. Scrisă prin ordinul creatorului lucrării. De regulă, recenziile achiziționate sunt părtinitoare, deși există excepții.

### După volum
- Recenzie mare. Revizuire detaliată, caracteristică a publicațiilor de specialitate. Volumul mare oferă autorului o oportunitate de a acoperi suficient de profund și cuprinzător subiectul studiat. Astfel de recenzii sunt de obicei pregătite de venerabili critici cu autoritate din partea publicului, având opinii socio-politice și filozofice stabile.
- Mini-recenzie. Poate fi doar o scurtă notă a autorului cititorului despre impresiile sale despre film sau despre citirea cărții. Acest material nu conține justificarea opiniilor criticului, analiza diferitelor aspecte ale subiectului expunerii. Sau poate fi sub forma unei analize comprimate, saturate și motivate a unei opere. Într-o mini-recenzie, gândul criticului ar trebui să fie scurt, capabil, cât mai precis posibil.